# AD Leônico
Associação Desportiva Leônico – brazylijski klub piłkarski z siedzibą w mieście Salvador, stolicy stanu Bahia.

## Osiągnięcia
- Mistrz stanu Bahia: 1966
- Wicemistrz stanu Bahia (2): 1978, 1984
- Torneio Início (3): 1965, 1975, 1978

## Historia
Leônico założony został 3 kwietnia 1940 roku. W 1985 klub wziął udział w rozgrywkach I ligi brazylijskiej (Campeonato Brasileiro Série A) zajmując w końcowej klasyfikacji 31. miejsce (na 44 uczestników).